# John Banks
|  | «John Banks» redirigeix aquí. Vegeu-ne altres significats a «John Banks (motociclista)». |

John Archibald Banks CNZM QSO (Wellington, 2 de desembre de 1946) és un polític neozelandès i diputat de la Cambra de Representants de Nova Zelanda, representant la circumscripció electoral d'Epsom des de les eleccions de 2011. És el líder del partit ACT Nova Zelanda des del febrer de 2012, exdiputat entre 1981 i 1999 per Whangarei pel Partit Nacional, l'últim alcalde d'Auckland City entre 2007 i 2010 —i prèviament entre 2004 i 2007— i ministre. Formà part del gabinet de John Key entre 2011 i 2013 i entre el 1990 i 1996 formava part del gabinet de Jim Bolger.

## Inicis
Banks va néixer a Wellington el 2 de desembre de 1946. Allí va anar al Col·legi de Heretaunga (Heretaunga College) d'Upper Hutt fins que la seva família es va anar a viure a Auckland, on Banks acabaria els seus estudis secundaris al Col·legi d'Avondale (Avondale College). El seu pare, Archie, va estar gran part de la seva vida a la presó.
Va treballar com a investigador de mercats econòmics i vendes per a dues companyies farmacèutiques. Després seria promotor immobiliari i gerent d'una associació de restaurants. També treballaria en els mitjans de comunicació.

## Carrera política
| Parlament de Nova Zelanda |      |                |           |          |
| Anys                      | Leg. | Circumscripció | Llista    | Partit   |
| 1981-1984                 | 40   | Whangarei      | Whangarei | Nacional |
| 1984-1987                 | 41   | Whangarei      | Whangarei | Nacional |
| 1987-1990                 | 42   | Whangarei      | Whangarei | Nacional |
| 1990-1993                 | 43   | Whangarei      | Whangarei | Nacional |
| 1993-1996                 | 44   | Whangarei      | Whangarei | Nacional |
| 1996-1999                 | 45   | Whangarei      | 16        | Nacional |
|                           |      |                |           |          |
| 2011-actualitat           | 50   | Epsom          | 4         | ACT      |

### Diputat pel Partit Nacional
En les eleccions generals neozelandeses de 1978 Banks fou el candidat del Partit Nacional en la circumscripció electoral de Roskill sense èxit en ser vençut per Arthur Faulkner del Partit Laborista.
Per a les eleccions de 1981 va ser el candidat del Partit Nacional per Whangarei. Banks tení èxit i fou diputat per la circumscripció fins a les eleccions de 1999.
En ser elegit el Partit Nacional en les eleccions de 1990 Banks fou nomenat ministre pel primer ministre Jim Bolger. Seria Ministre de Policia, Ministre de Turisme i Ministre d'Esport.
En fer coalició el Partit Nacional amb Winston Peters i el seu partit Nova Zelanda Primer en ser elegits de nou en les eleccions de 1996, Banks va dimitir com a ministre, ja que estava en contra d'estar en el mateix gabinet que Peters.
Banks es retirà en les eleccions de 1999 i seria succeït com a diputat per Whangarei per Phil Heatley.

### Alcalde d'Auckland City
En les eleccions locals neozelandeses de 2001 fou elegit alcalde d'Auckland City, derrotant a l'alcaldessa des de 1998 Christine Fletcher. Com a alcalde va vendre la meitat de les accions de l'Aeroport d'Auckland per a pagar part del deute d'Auckland City i va promoure grans projectes de transport com ara el Corredor de Transport de l'Est (Eastern Transport Corridor). Causà controvèrsia el 2004 al declarar que els asiàtics de la ciutat tenien hàbits fastigosos com ara escopir als senders.
En les eleccions locals de 2004 Dick Hubbard seria candidat a l'alcadia contra Banks. El setembre de 2004 el gerent de la campanya electoral de Banks, Brian Nicolle, va dimitir en haver-hi al·legacions que aquest havia ordenat la distribució d'un article criticant a Hubbard del diari National Business Review per arreu de la ciutat. Tot i que inicialment Nicolle ho negava, al final ho confirmaria. Això ho va fer Nicolle sense el consentiment de Banks.
El 9 d'octubre de 2004 Hubbard va derrotar a Banks per un marge de 17.787 vots. Hubbard va rebre 62.751 vots contra els 44.964 de Banks.
L'octubre de 2006 anuncià que era possible que fos candidat a l'alcaldia de nou per a les eleccions locals de 2007. Això ho confirmà el juliol de 2007. Les enquestes d'opinió el veien capdavanter.
El 13 d'octubre de 2007 fou elegit com a alcalde d'Auckland City de nou. Seria tan sols el segon alcalde de la ciutat en ser reeligit després d'haver perdut; el primer va ser Dove-Myer Robinson el 1968.
En ser elegit de nou, Banks indicà que hi hauria un nombre de canvis i retalls inicials per a assegurar-se que els impostos no pugessin. Juntament amb el partit local Citizens and Ratepayers, van introduir un consell local més simple, amb tan sols cinc comitès en lloc dels previs catorze comitès.
La campanya electoral per a les eleccions de 2007 de Banks també va ser de crear més ocupació i iniciatives pel desenvolupament econòmic. Això incloïa una política que feia la producció de pel·lícules més fàcil a Auckland. Els beneficis d'aquesta política van ser d'uns 900 milions de dòlars neozelandesos pel producte interior brut (PIB) de la regió d'Auckland.
La seva personalitat, especialment durant el seu primer termini com a alcalde, va estar intimidant, comparada amb el primer ministre Robert Muldoon. Tot i això, en el seu segon termini el seu estil de lideratge ha estat menys brusca i confrontativa, el qual Banks atribueix a la seva derrota contra Hubbard en les eleccions locals de 2004.
En les eleccions locals de 2010 seria candidat a l'alcaldia d'Auckland, novament amalgamada. Quedà en segon lloc per darrere de Len Brown al rebre el 35,60% contra el 49,14% de Brown.
Fou atorgat l'Orde del Mèrit de Nova Zelanda el 2011 pels seus serveis als afers locals d'Auckland.

### Diputat per ACT Nova Zelanda
El 18 de maig de 2011 es va fer membre del partit ACT Nova Zelanda i va fer una aplicació per a ser el candidat a Epsom per aquest partit en les eleccions generals de 2011. Fou confirmat com a candidat pel partit el 28 de maig.
El novembre de 2011 Banks i el primer ministre John Key van ser vists prenent una taça de te junts en una cafeteria d'Auckland. El seu míting dues setmanes abans del dia de les eleccions es va veure com una aprovació del senyor Banks per part del Partit Nacional com al seu candidat preferit a Epsom. De fet, el candidat del Partit Nacional a Epsom havia escrit una biografia el 2001 sobre Banks i havia estat conseller sota Banks a Auckland City.
Tot i guanyar Banks a Epsom amb el 44,10% del vot, ACT va rebre tan sols l'1,07% i rebre tan sols l'escó seu. Degut a la pèrdua de quatre escons el líder d'ACT Don Brash dimití com a líder i el febrer de 2012 Banks fou elegit líder pel partit.
El 16 d'octubre de 2013 Banks dimití com a ministre a causa d'al·legat frau quan aquest feia campanya electoral a l'alcaldia d'Auckland City el 2007. Banks va rebre dues donacions de 25.000$ per part de Kim Dotcom però Banks no va informar sobre les donacions a la Comissió Electoral. Steven Joyce el succeí com a Ministre d'Empreses Petites i Bill English com a Ministre de Reforma Regulatòria.

## Vida personal
Viu a Remuera, Auckland, amb la seva dona Amanda Medcalf. Tenen una filla i dos fills adoptats el 1995 d'un orfenat de Sant Petersburg. Té una llicència de pilot d'avions i helicòpters privats. És cristià i creu que els relats del llibre del Gènesi són literals, incloent la creació del món per Déu en sis dies.

## Biografies sobre Banks
- Goldsmith, Paul. John Banks: A Biography (en anglès).  Penguin Books, 2001, p. 288. ISBN 0-14-301819-1.
- Harrison, Noel. Banks: Behind the Mask (en anglès).  Wellington: Estate of Lyndsay Rae Gammon, 2002, p. 196. ISBN 0-476-00990-1.